# Saint-Julien-de-Lampon
Pour les articles homonymes, voir Saint-Julien.
Saint-Julien-de-Lampon est une commune française située dans le département de la Dordogne, en région Nouvelle-Aquitaine.

## Géographie

### Généralités

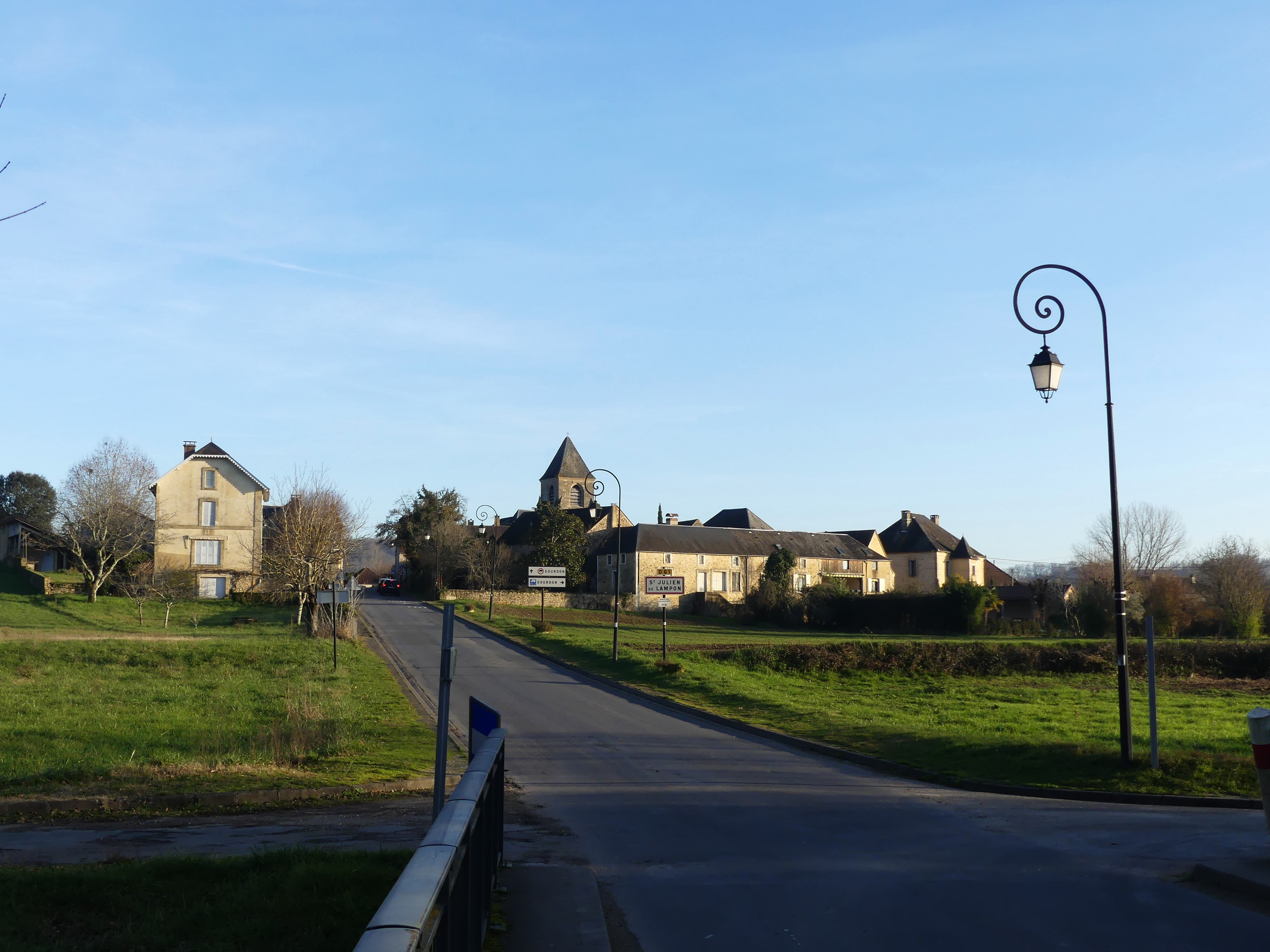
Le bourg vu depuis le nord-ouest.

Dans l'extrême sud-est du département de la Dordogne, en Périgord noir, la commune de Saint-Julien-de-Lampon est limitrophe du département du Lot. C'est une commune rurale qui fait partie de l'aire d'attraction de Sarlat-la-Canéda. Elle est située en rive gauche de la Dordogne qui la borde au nord avec ses bras secondaires et bras-morts, ici appelés « couasnes ». En rive droite, au lieu-dit Borgne de la Dame, une zone d'environ 34 hectares fait cependant partie du territoire communal.
À l'intersection des routes départementales (RD) 50 et 61, le bourg de Saint-Julien-de-Lampon se situe, en distances orthodromiques, dix kilomètres à l'ouest-sud-ouest de Souillac et douze kilomètres à l'est-sud-est de Sarlat-la-Canéda.

### Communes limitrophes
Saint-Julien-de-Lampon est limitrophe de huit autres communes dont la moitié dans le département du Lot. Au sud-est, son territoire est limitrophe de celui de Lamothe-Fénelon sur environ 180 mètres.
|                     | Carlux                 | Pechs-de-l'Espérance, Le Roc (Lot) |
| Calviac-en-Périgord | Saint-Julien-de-Lampon | Nadaillac-de-Rouge (Lot)           |
| Sainte-Mondane      | Masclat (Lot)          | Lamothe-Fénelon (Lot)              |

### Géologie et relief

#### Géologie
Situé sur la plaque nord du Bassin aquitain et bordé à son extrémité nord-est par une frange du Massif central, le département de la Dordogne présente une grande diversité géologique. Les terrains sont disposés en profondeur en strates régulières, témoins d'une sédimentation sur cette ancienne plate-forme marine. Le département peut ainsi être découpé sur le plan géologique en quatre gradins différenciés selon leur âge géologique. Saint-Julien-de-Lampon est située dans le troisième gradin à partir du nord-est, un plateau formé de calcaires hétérogènes du Crétacé.
Les couches affleurantes sur le territoire communal sont constituées de formations superficielles du Quaternaire datant du Cénozoïque et de roches sédimentaires du Mésozoïque. La formation la plus ancienne, notée j4-5(Lz), date du Callovien à l'Oxfordien, composée de calcaires oolithiques roux (formation de Leyze), à crème parfois blanc graveleux en plaquettes, à oncolithes, spongiaires, polypiers, trocholines et grands foraminifères (chablaisia) et hydrozoaires (cladocoropsis). La formation la plus récente, notée Fy3-z, fait partie des formations superficielles de type alluvions subactuelles à actuelles. Le descriptif de ces couches est détaillé dans  la feuille « no 808 - Sarlat-la-Canéda » de la carte géologique au 1/50 000 de la France métropolitaine, et sa notice associée.

Carte géologique de Saint-Julien-de-Lampon.

#### Relief et paysages

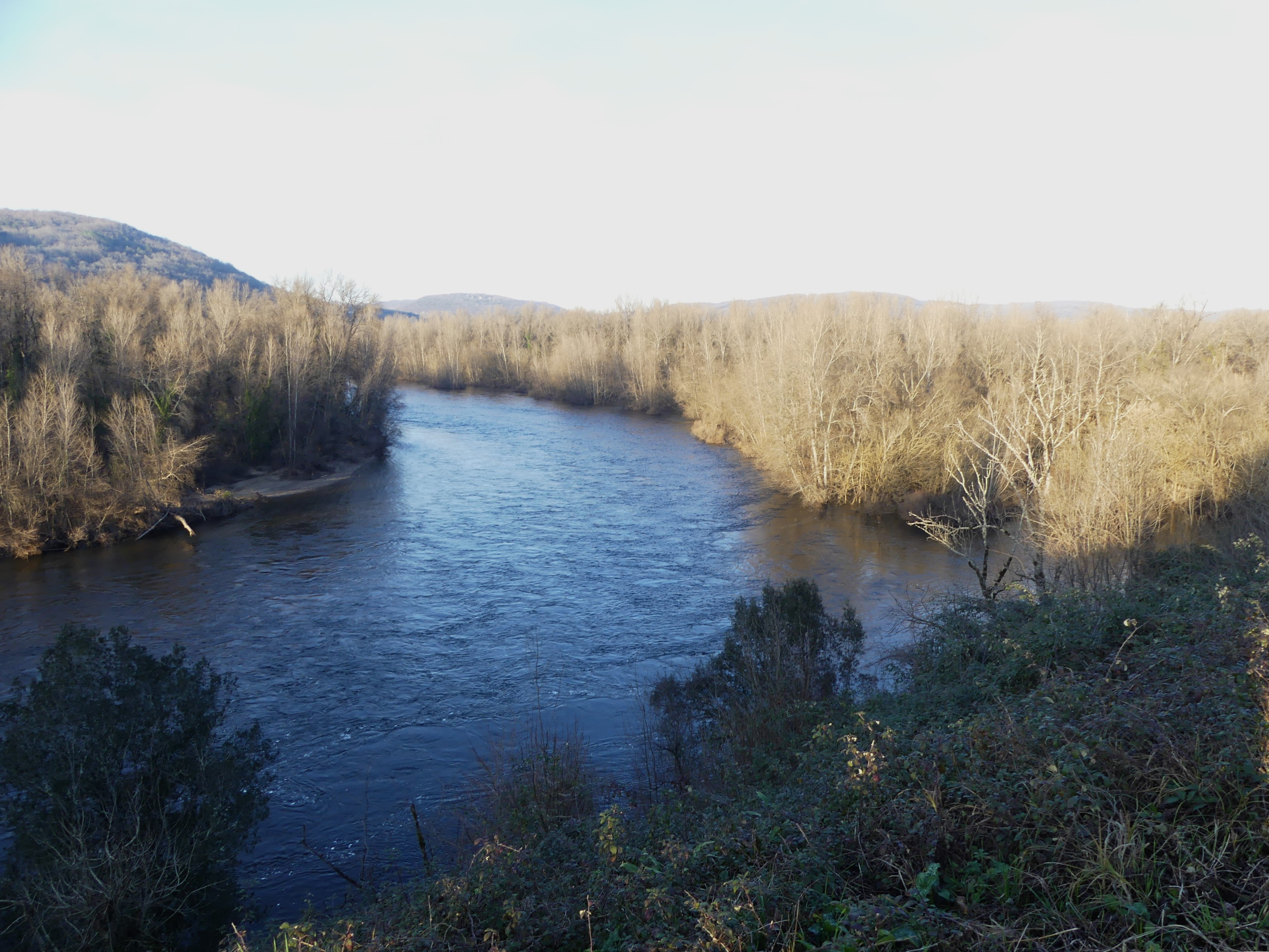
La Dordogne en période de crue, vue depuis le lieu-dit les Mondoux.

Le département de la Dordogne se présente comme un vaste plateau incliné du nord-est (491 m, à la forêt de Vieillecour dans le Nontronnais, à Saint-Pierre-de-Frugie) au sud-ouest (2 m à Lamothe-Montravel). L'altitude du territoire communal varie quant à elle entre 62 mètres à l'ouest, là où la Dordogne quitte la commune pour servir de limite entre  celles de Sainte-Mondane et Calviac-en-Périgord, et 252 ou 265 mètres au nord-est, au lieu-dit Pech du Liège.
Dans le cadre de la Convention européenne du paysage entrée en vigueur en France le 1er juillet 2006, renforcée par la loi du 8 août 2016 pour la reconquête de la biodiversité, de la nature et des paysages, un atlas des paysages de la Dordogne a été élaboré sous maîtrise d’ouvrage de l’État et publié en octobre 2020. Les paysages du département s'organisent en huit unités paysagères,. La commune fait partie du Périgord noir, un paysage vallonné et forestier, qui ne s’ouvre que ponctuellement autour de vallées-couloirs et d’une multitude de clairières de toutes tailles. Il s'étend du nord de la Vézère au sud de la Dordogne (en amont de Lalinde) et est riche d’un patrimoine exceptionnel.
La superficie cadastrale de la commune publiée par l'Insee, qui sert de référence dans toutes les statistiques, est de 13,24 km2,,. La superficie géographique, issue de la BD Topo, composante du Référentiel à grande échelle produit par l'IGN, est quant à elle de 13,34 km2.

### Hydrographie

#### Réseau hydrographique
La commune est située dans le bassin de la Dordogne au sein du Bassin Adour-Garonne. Elle est drainée par la Dordogne, le ruisseau de Tournefeuille, le ruisseau des Prés des Lacs et par divers petits cours d'eau, qui constituent un réseau hydrographique de 26 km de longueur totale,.
La Dordogne, d'une longueur totale de 483,1 km, prend naissance sur les flancs du puy de Sancy (1 885 m), dans la chaîne des monts Dore, traverse six départements dont la Dordogne dans sa partie sud, et conflue avec la Garonne à Bayon-sur-Gironde, pour former l'estuaire de la Gironde,. Elle arrose la commune au nord sur six kilomètres et demi, dont cinq lui servent de limite naturelle en deux tronçons, face à Pechs-de-l'Espérance, Carlux et Calviac-en-Périgord.
Le Tournefeuille, d'une longueur totale de 14,59 km, prend sa source dans le Lot dans la commune de Payrac et se jette dans la Dordogne en rive gauche en limite de Saint-Julien-de-Lampon et Le Roc, face à Pechs-de-l'Espérance,. Il borde la commune à l'est sur plus de trois kilomètres, face à Lamothe-Fénelon, Nadaillac-de-Rouge et Le Roc.
Autre affluent de rive gauche de la Dordogne, le ruisseau des Prés des Lacs arrose le sud-ouest de la commune.

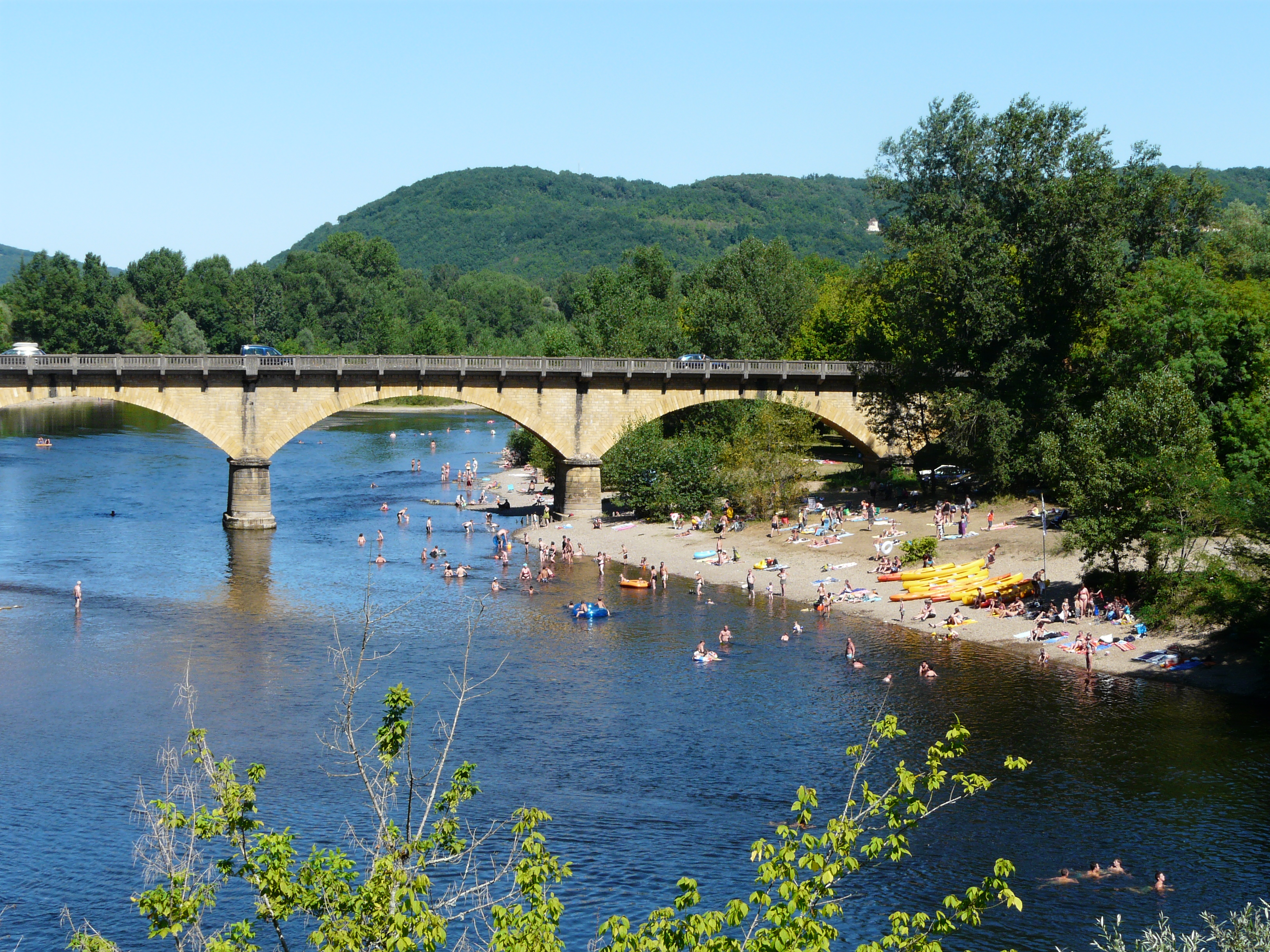
La plage le long de la Dordogne au pont de Rouffillac, à Saint-Julien-de-Lampon.
Réseaux hydrographique et routier de Saint-Julien-de-Lampon.

#### Gestion et qualité des eaux
Le territoire communal est couvert par le schéma d'aménagement et de gestion des eaux (SAGE) « Dordogne amont ». Ce document de planification, dont le territoire s'étend des sources de la Dordogne jusqu'à la confluence de la Vézère à Limeuil, d'une superficie de 9 700 km2 est en cours d'élaboration. La structure porteuse de l'élaboration et de la mise en œuvre est l'établissement public territorial de bassin de la Dordogne (EPIDOR). Il définit sur son territoire les objectifs généraux d’utilisation, de mise en valeur et de protection quantitative et qualitative des ressources en eau superficielle et souterraine, en respect des objectifs de qualité définis dans le troisième SDAGE  du Bassin Adour-Garonne qui couvre la période 2022-2027, approuvé le 10 mars 2022.
La qualité des eaux de baignade et des cours d’eau peut être consultée sur un site dédié géré par les agences de l’eau et l’Agence française pour la biodiversité.

### Climat
Pour des articles plus généraux, voir Climat de la Nouvelle-Aquitaine et Climat de la Dordogne.
Historiquement, la commune est exposée à un climat océanique aquitain.  
En 2020, Météo-France publie une typologie des climats de la France métropolitaine dans laquelle la commune est exposée à un climat océanique altéré et est dans la région climatique  Ouest et nord-ouest du Massif Central, caractérisée par une pluviométrie annuelle de 900 à 1 500 mm, maximale en automne et en hiver.
Pour la période 1971-2000, la température annuelle moyenne est de 13 °C, avec  une amplitude thermique annuelle de 15,5 °C. Le cumul annuel moyen de précipitations est de 937 mm, avec 11,2 jours de précipitations en janvier et 7 jours en juillet. Pour la période 1991-2020, la température moyenne annuelle observée sur la station météorologique la plus proche, située sur la commune de Salignac-Eyvigues à 13 km à vol d'oiseau, est de 13,0 °C et le cumul annuel moyen de précipitations est de 907,1 mm,. Pour l'avenir, les paramètres climatiques de la commune estimés pour 2050 selon différents scénarios d’émission de gaz à effet de serre sont consultables sur un site dédié publié par Météo-France en novembre 2022.

### Milieux naturels et biodiversité

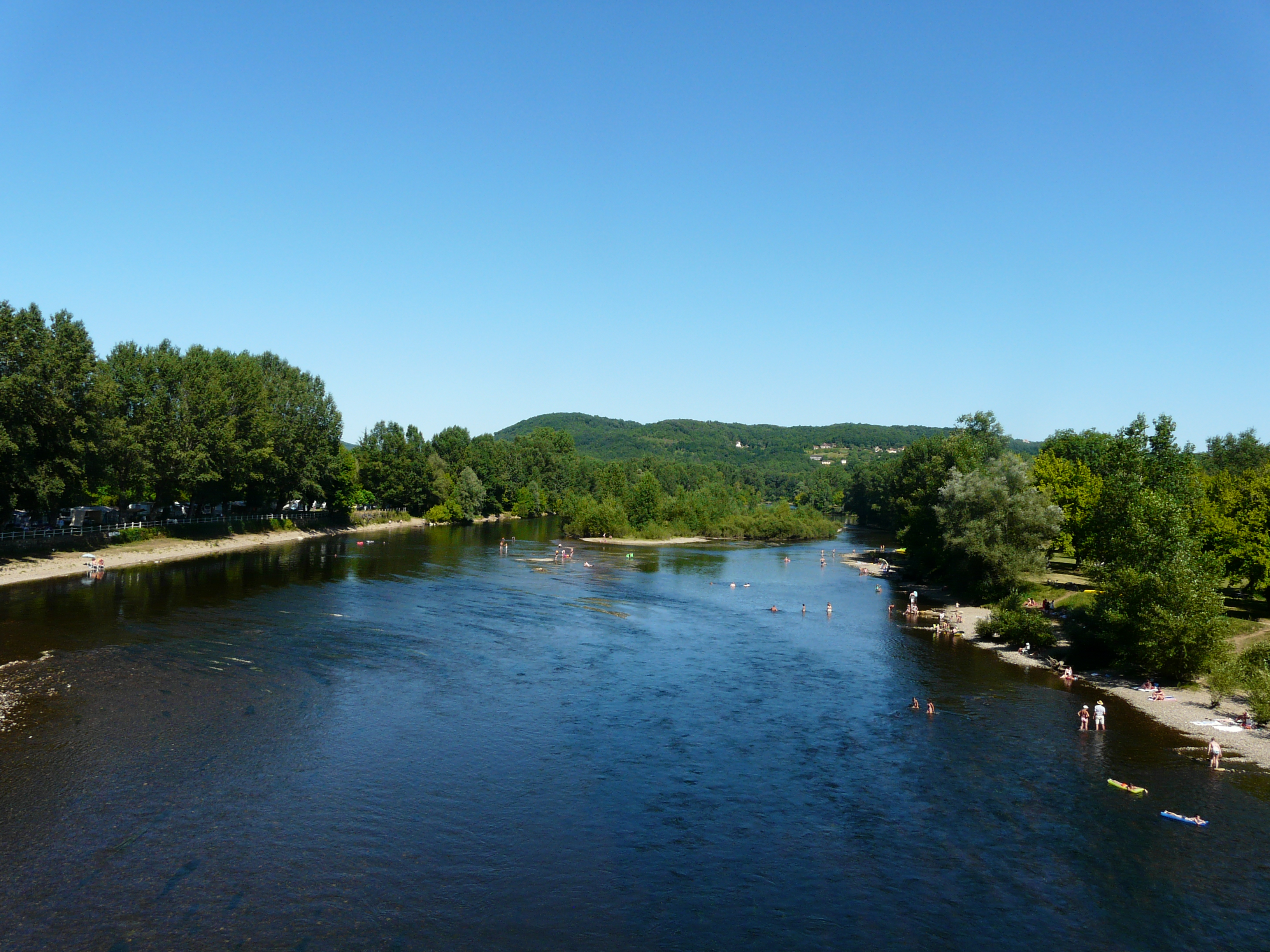
La Dordogne entre Carlux à gauche et Saint-Julien-de-Lampon à droite.
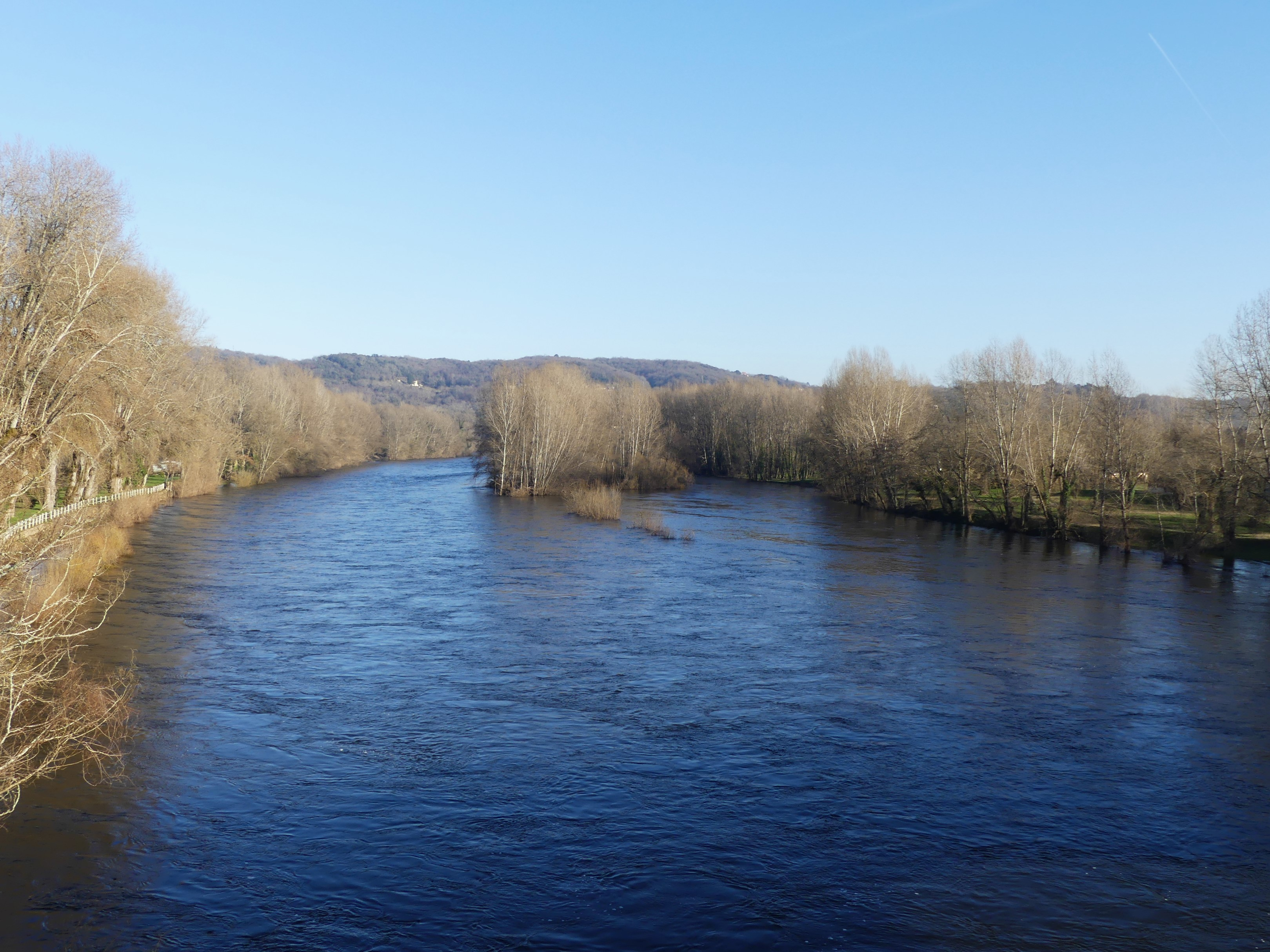
Le même site en période de crue.

#### Espaces protégés
La protection réglementaire est le mode d'intervention le plus fort pour préserver des espaces naturels remarquables et leur biodiversité associée,.
La commune fait partie du bassin de la Dordogne, un territoire d'une superficie de 24 000 km2 reconnu réserve de biosphère par l'UNESCO en juillet 2012 et se situe dans à la fois dans sa « zone centrale », sa « zone tampon » et sa « zone de transition ».
Depuis 1991, l'ensemble des communes du département de la Dordogne baignées par la Dordogne sont concernées par un arrêté de protection du biotope afin de sauvegarder cinq espèces fluviales migratrices (Alose feinte (Alosa fallax), Grande alose (Alosa alosa), Lamproie fluviatile (Lampetra fluviatilis), Lamproie marine (Petromyzon marinus) et Saumon atlantique (Salmo salar).

#### Natura 2000
La Dordogne est un site du réseau Natura 2000 limité aux départements de la Dordogne et de la Gironde, et qui concerne les communes riveraines de la Dordogne, dont Saint-Julien-de-Lampon,. Seize espèces animales et une espèce végétale inscrites à l'annexe II de la directive 92/43/CEE de l'Union européenne y ont été répertoriées.

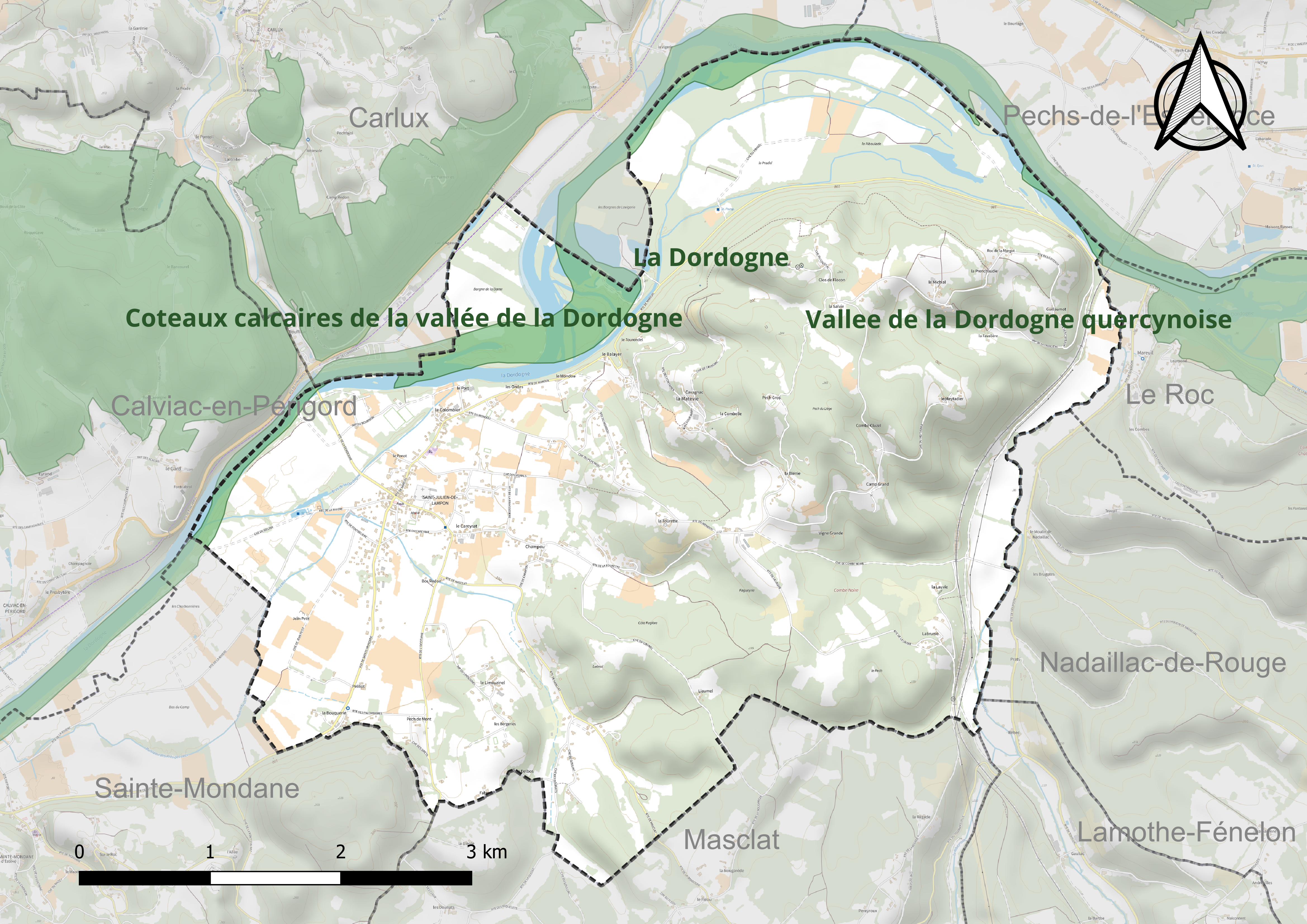
Carte du site Natura 2000 « La Dordogne » à Saint-Julien-de-Lampon.

#### ZNIEFF
Saint-Julien-de-Lampon fait partie des communes concernées par la zone naturelle d'intérêt écologique, faunistique et floristique (ZNIEFF) de type 2 « La Dordogne »,, dans laquelle ont été répertoriées huit espèces animales déterminantes et cinquante-sept espèces végétales déterminantes, ainsi que quarante-trois autres espèces animales et trente-neuf autres espèces végétales.
Le site « Couasnes de Saint-Julien-de-Lampon » est une ZNIEFF de type 1 de 261,47 hectares correspondant au cours de la Dordogne, à ses rives proches et à ses couasnes (ses bras secondaires et ses bras morts) qui s'étend sur 261,47 hectares et dont environ les trois-quarts se situent sur le territoire de Saint-Julien-de-Lampon,.

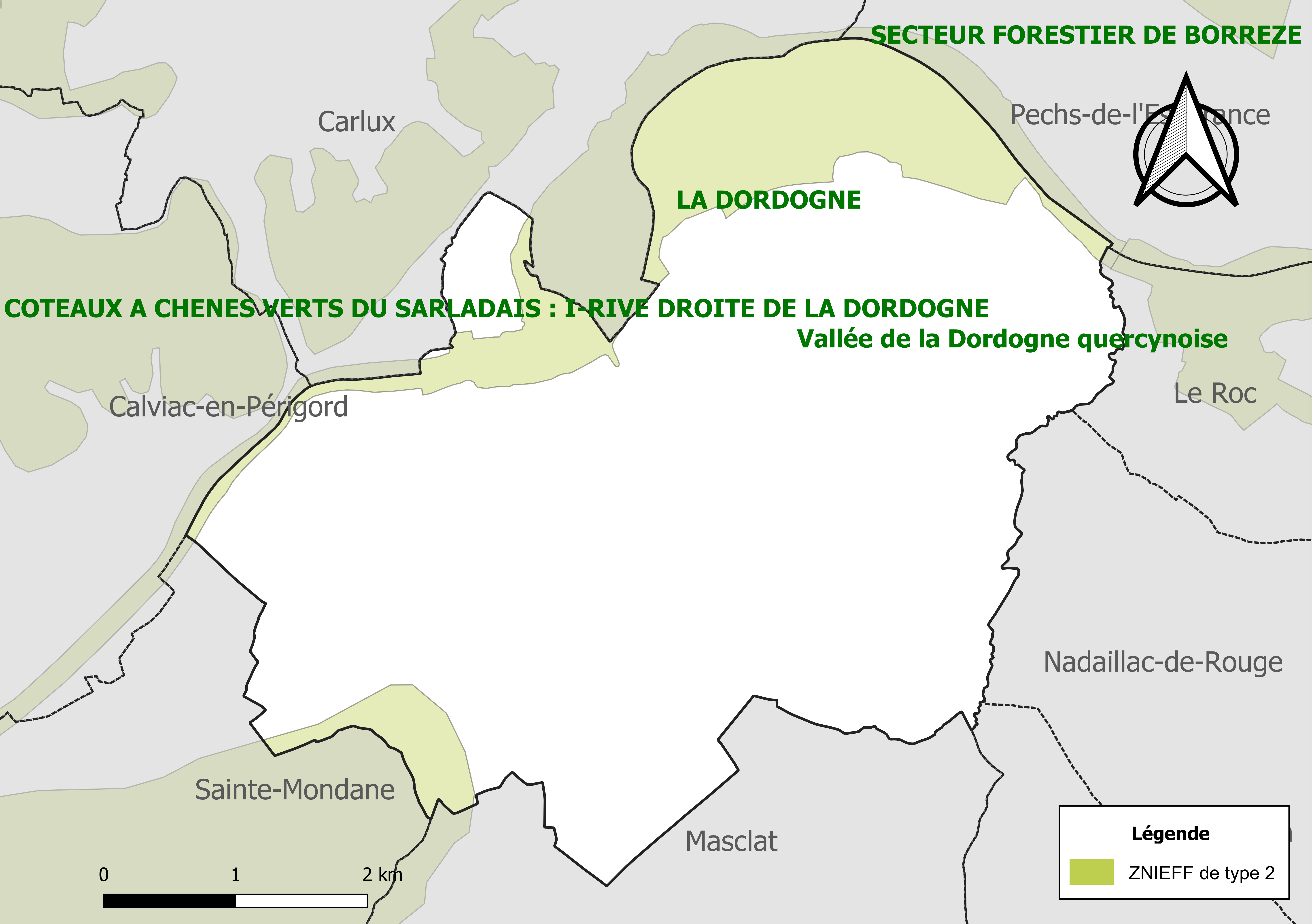
Carte de la ZNIEFF de type 2 à La Saint-Julien-de-Lampon.
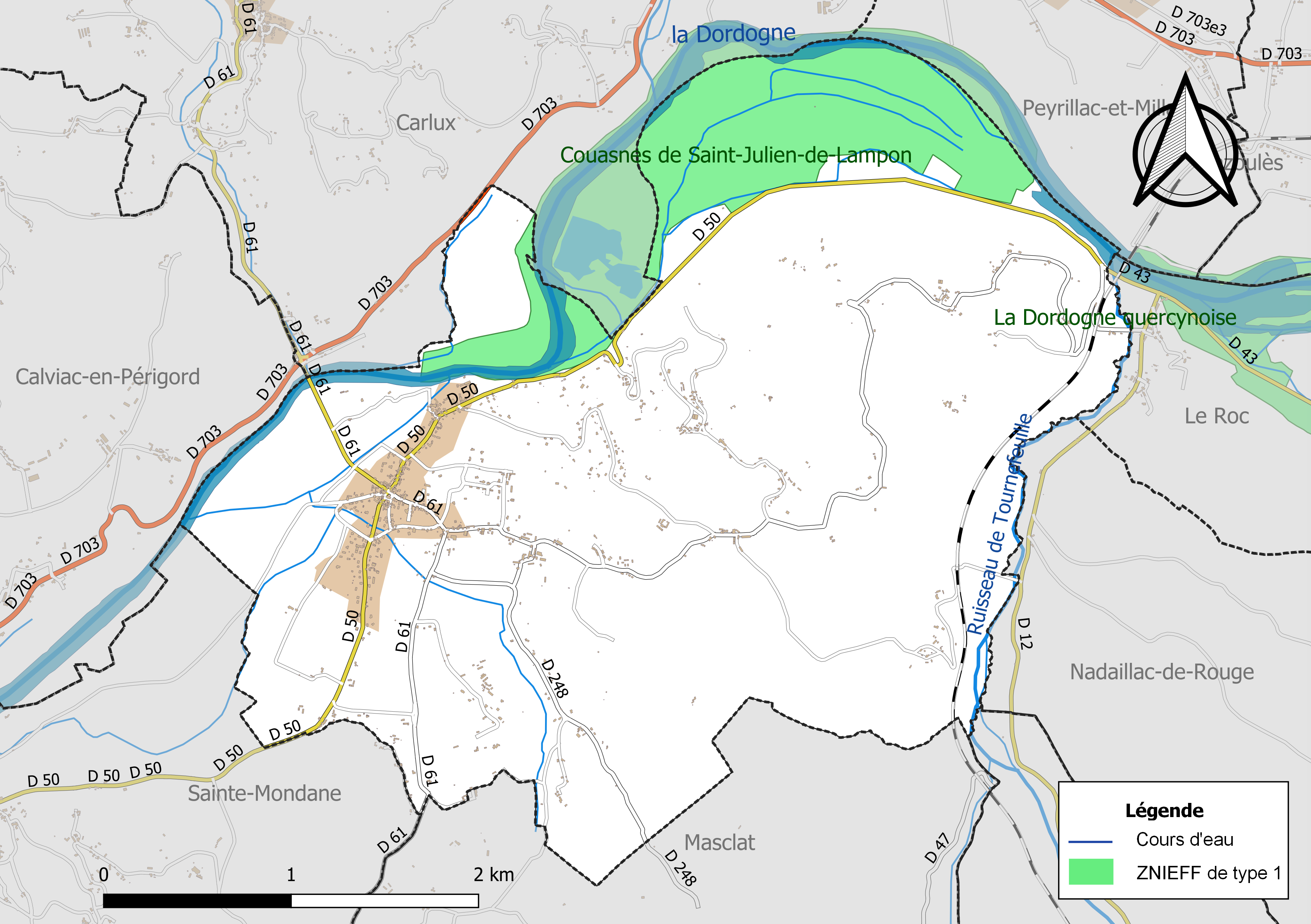
Carte de la ZNIEFF de type 1 à La Saint-Julien-de-Lampon.

Les couasnes à Saint-Julien-de-Lampon en période de crue.
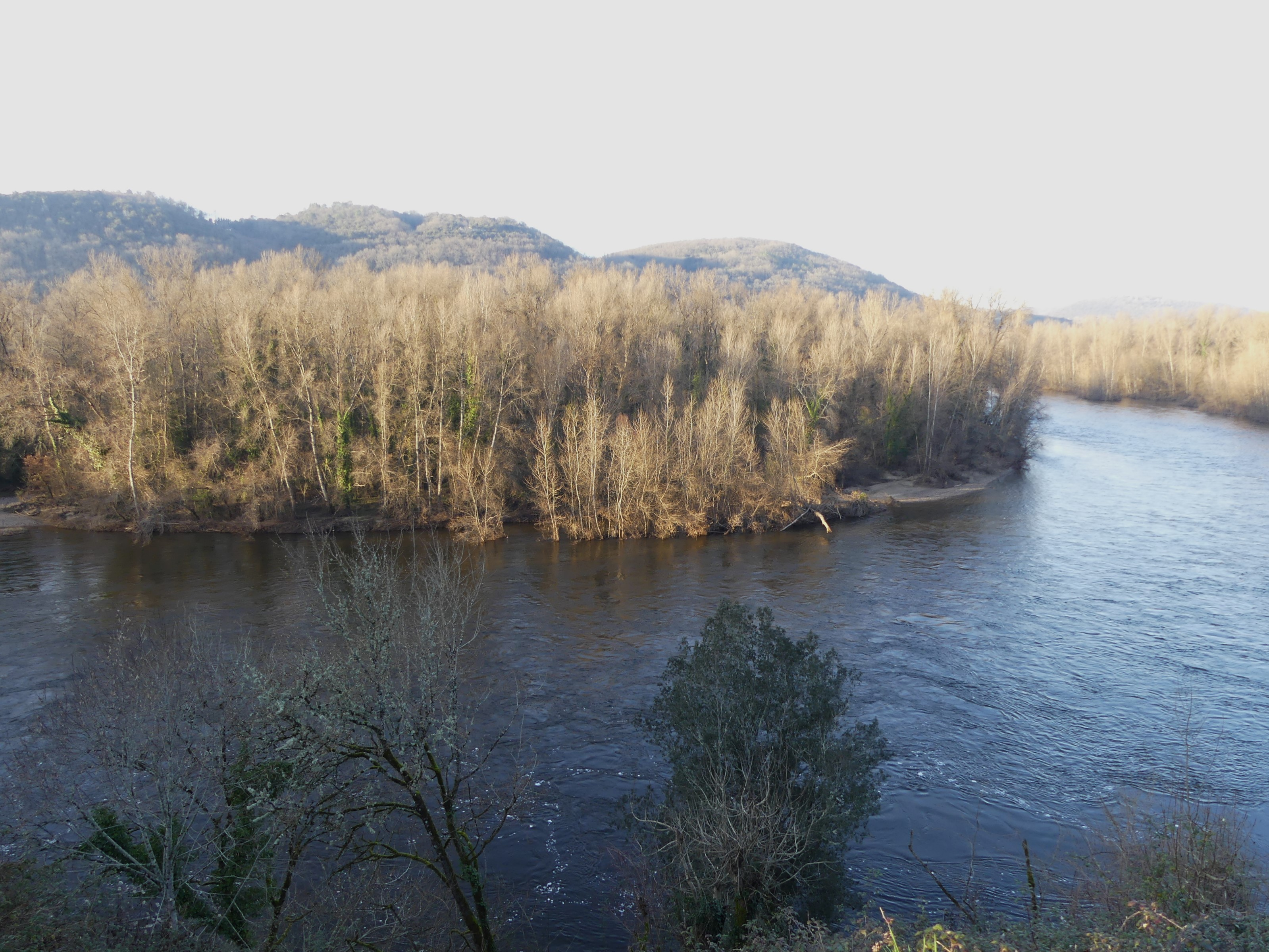
La Dordogne vue depuis le lieu-dit les Mondoux.
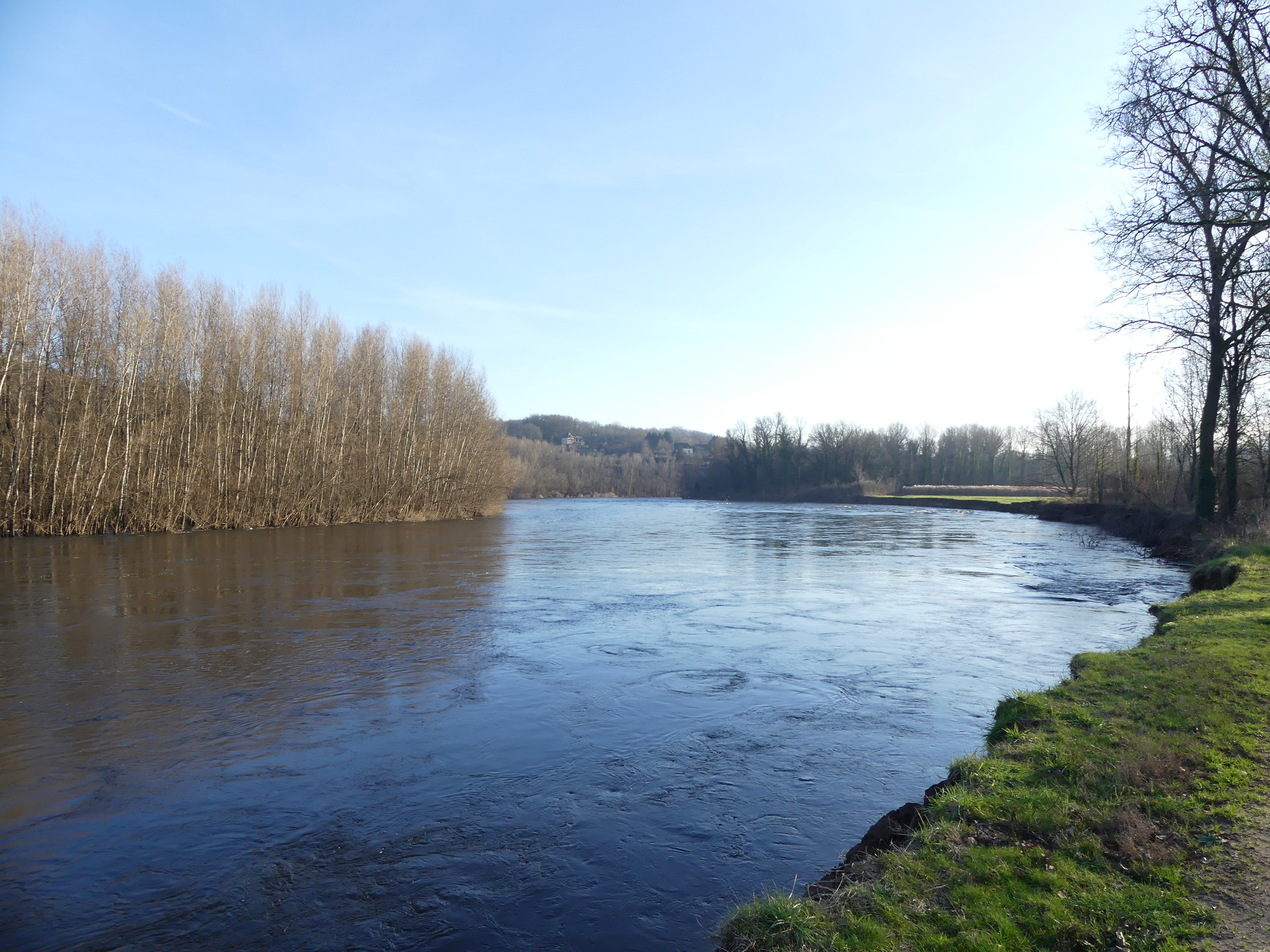
La Dordogne entre les lieux-dits la Borgne de la Dame et les Borgnes de Lavigerie.
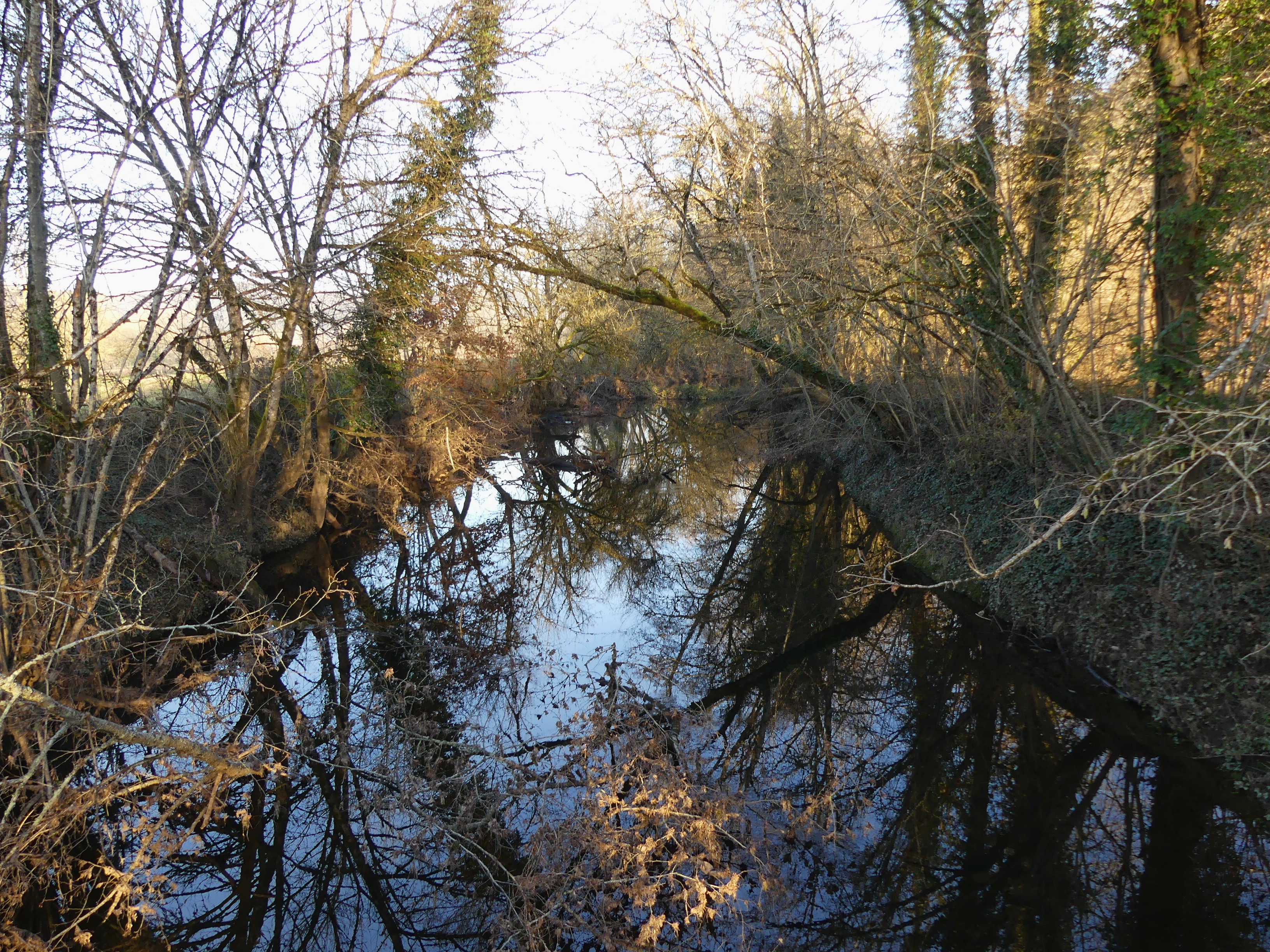
Couasne au niveau de la station de pompage.
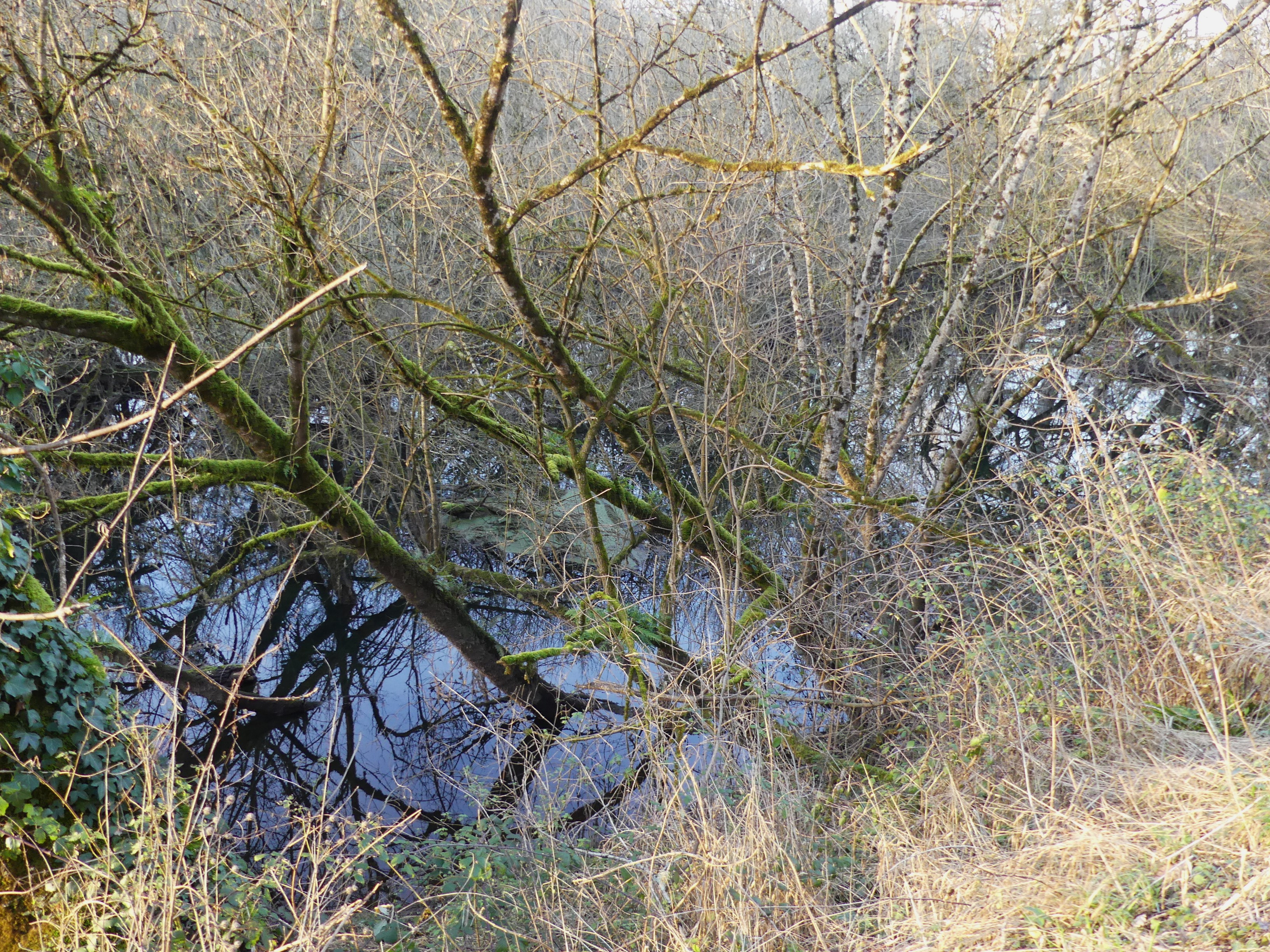
Couasne au lieu-dit le Tourondel.

## Urbanisme

### Typologie
Au 1er janvier 2024, Saint-Julien-de-Lampon est catégorisée commune rurale à habitat dispersé, selon la nouvelle grille communale de densité à 7 niveaux définie par l'Insee en 2022.
Elle est située hors unité urbaine. Par ailleurs la commune fait partie de l'aire d'attraction de Sarlat-la-Canéda, dont elle est une commune de la couronne,. Cette aire, qui regroupe 45 communes, est catégorisée dans les aires de moins de 50 000 habitants,.

### Occupation des sols
L'occupation des sols de la commune, telle qu'elle ressort de la base de données européenne d’occupation biophysique des sols Corine Land Cover (CLC), est marquée par l'importance des territoires agricoles (56,1 % en 2018), en diminution par rapport à 1990 (58,1 %). La répartition détaillée en 2018 est la suivante : 
zones agricoles hétérogènes (49,2 %), forêts (36 %), terres arables (6,8 %), eaux continentales (4 %), zones urbanisées (3,9 %), prairies (0,1 %). L'évolution de l’occupation des sols de la commune et de ses infrastructures peut être observée sur les différentes représentations cartographiques du territoire : la carte de Cassini (XVIIIe siècle), la carte d'état-major (1820-1866) et les cartes ou photos aériennes de l'IGN pour la période actuelle (1950 à aujourd'hui).

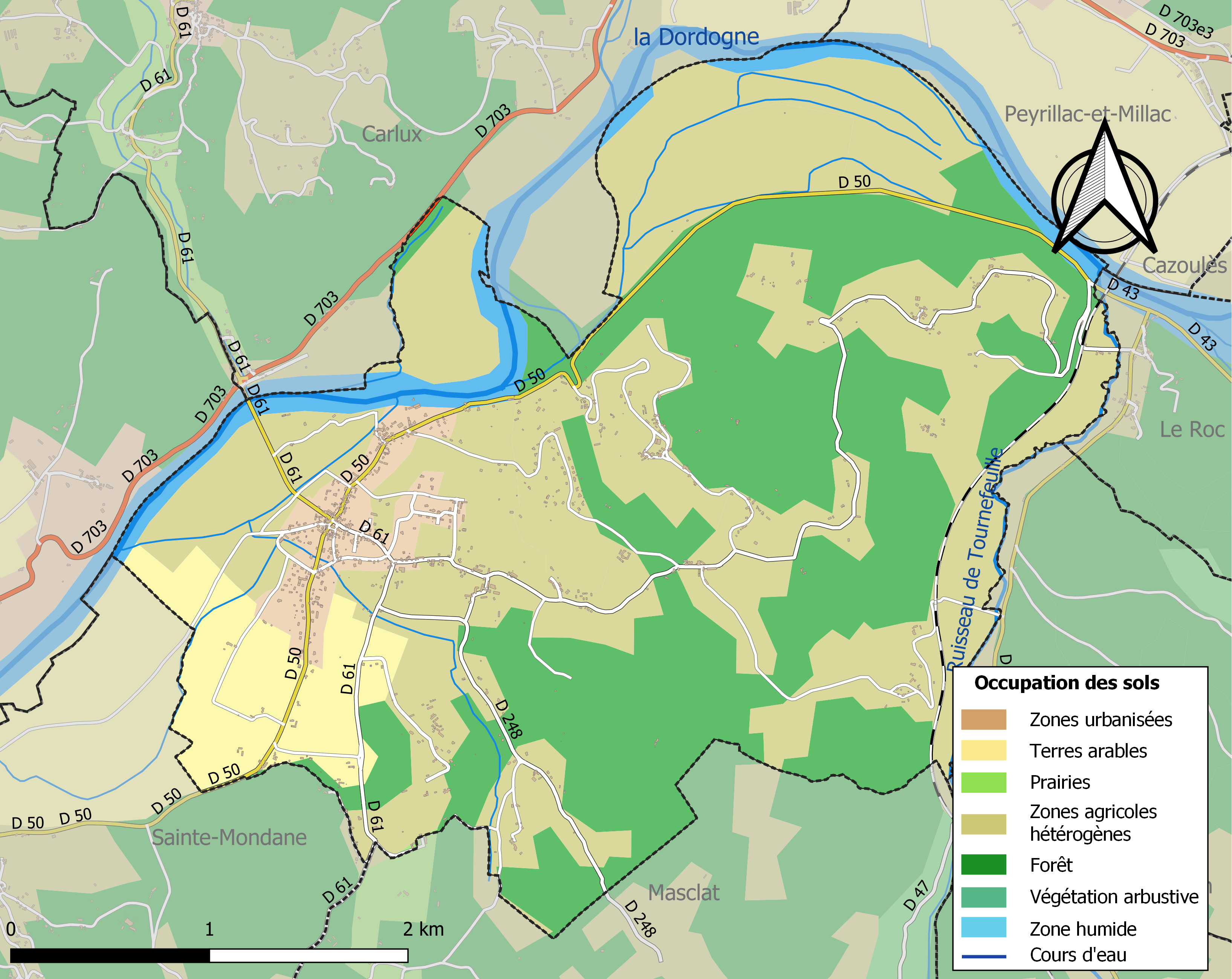
Carte des infrastructures et de l'occupation des sols de la commune en 2018 (CLC).

### Prévention des risques
Le territoire de la commune de Saint-Julien-de-Lampon est vulnérable à différents aléas naturels : météorologiques (tempête, orage, neige, grand froid, canicule ou sécheresse), inondations, feux de forêts, mouvements de terrains et séisme (sismicité très faible). Il est également exposé à un risque technologique, la rupture d'un barrage. Un site publié par le BRGM permet d'évaluer simplement et rapidement les risques d'un bien localisé soit par son adresse soit par le numéro de sa parcelle.

#### Risques naturels
Certaines parties du territoire communal sont susceptibles d’être affectées par le risque d’inondation par débordement de cours d'eau, notamment la Dordogne et le ruisseau de Tournefeuille. La commune a été reconnue en état de catastrophe naturelle au titre des dommages causés par les inondations et coulées de boue survenues en 1982, 1983, 1993 et 1999,. Le risque inondation est pris en compte dans l'aménagement du territoire de la commune par le biais du plan de prévention des risques inondation (PPRI) de la « vallée de la Dordogne amont »  approuvé le 15 avril 2011, pour les crues de la Dordogne,. Toutes les zones basses de la commune sont exposées, notamment une grande partie de celles situées en contrebas de la route départementale 50.
Saint-Julien-de-Lampon est exposée au risque de feu de forêt. L’arrêté préfectoral du 14 mars 2013 fixe les conditions de pratique des incinérations et de brûlage dans un objectif de réduire le risque de départs d’incendie. À ce titre, des périodes sont déterminées : interdiction totale du 15 février au 15 mai et du 15 juin au 15 octobre, utilisation réglementée du 16 mai au 14 juin et du 16 octobre au 14 février. En septembre 2020, un plan inter-départemental de protection des forêts contre les incendies (PidPFCI) a été adopté pour la période 2019-2029,.

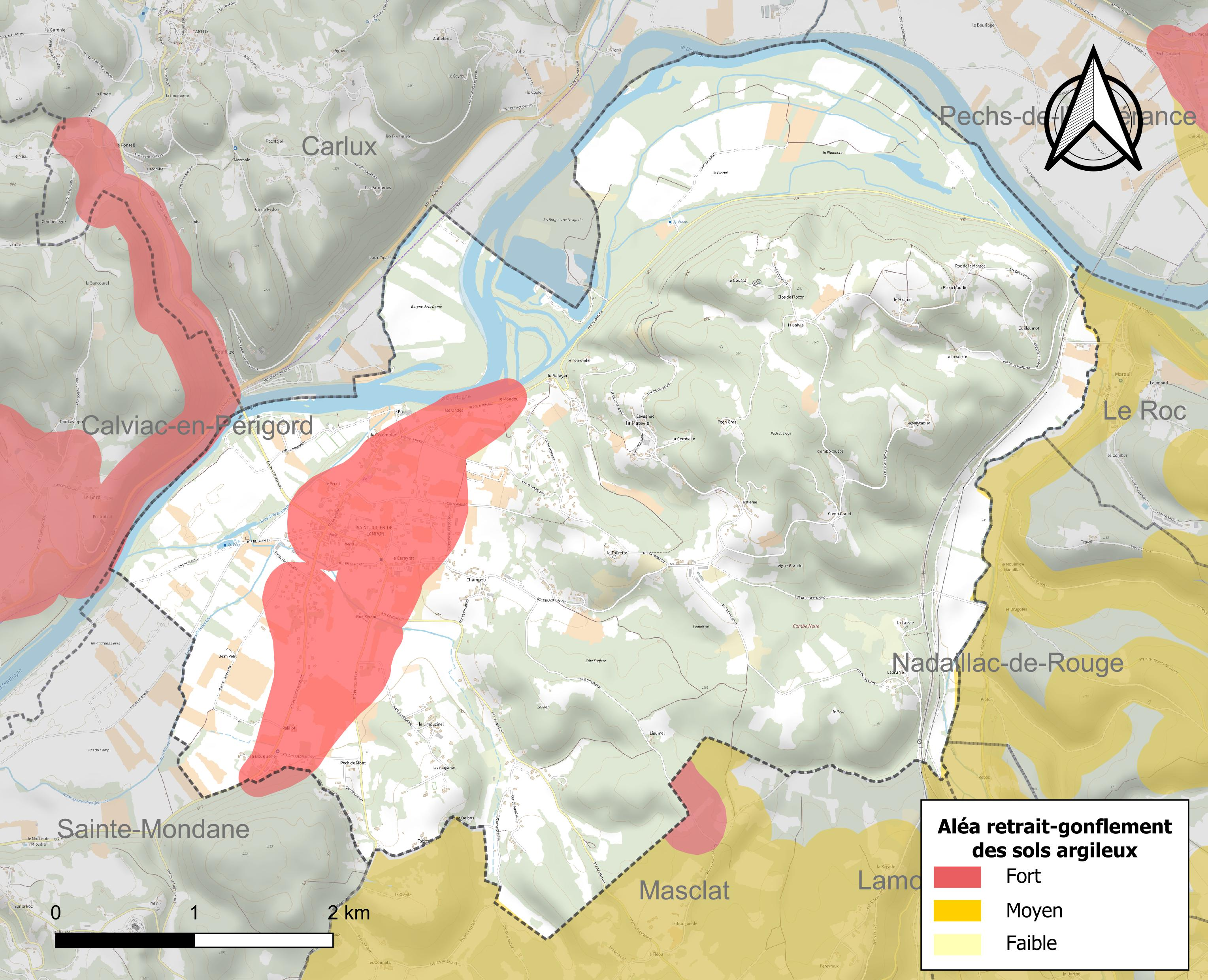
Carte des zones d'aléa retrait-gonflement des sols argileux de Saint-Julien-de-Lampon.

Les mouvements de terrains susceptibles de se produire sur la commune sont des tassements différentiels. Le retrait-gonflement des sols argileux est susceptible d'engendrer des dommages importants aux bâtiments en cas d’alternance de périodes de sécheresse et de pluie. 9,9 % de la superficie communale est en aléa moyen ou fort (58,6 % au niveau départemental et 48,5 % au niveau national métropolitain). Depuis le 1er octobre 2020, en application de la loi ÉLAN, différentes contraintes s'imposent aux vendeurs, maîtres d'ouvrages ou constructeurs de biens situés dans une zone classée en aléa moyen ou fort,.
La commune a été reconnue en état de catastrophe naturelle au titre des dommages causés par des mouvements de terrain en 1999.

#### Risque technologique
La commune est en outre située en aval du barrage de Bort-les-Orgues, un ouvrage de classe A situé dans le département de la Corrèze et faisant l'objet d'un PPI depuis 2009. À ce titre elle est susceptible d’être touchée par l’onde de submersion consécutive à la rupture de cet ouvrage,.

## Toponymie
La première mention écrite connue du lieu, Sti Juliani supra ripam Dordoniae, date de 1143 et se réfère à son église. On relève ensuite Sanctus Julianus en 1326 et en 1526 apparaît la graphie « Sainct Jullien près Lampon ».
Le nom de la commune fait référence à saint Julien, martyr chrétien au début du IVe siècle, la seconde partie du nom pouvant correspondre à un personnage gallo-romain, Lamponius,, à un nom d'origine germanique « Appon » ou à celui d'un ruisseau, le Lampon.
En occitan, la commune porte le nom de Sent Julian de Lamponh,.

## Histoire
Au XIVe siècle, sur le territoire communal actuel sont édifiés le château de la Tourette et la voûte du chœur de l'église Saint-Julien qui dépendait du diocèse de Cahors.
Saint-Julien-de-Lampon  fait partie des nombreuses communes créées à la Révolution française, succédant à une paroisse du diocèse de Cahors.
Au cours de la période de la Convention nationale (1792-1795), la commune a porté le nom révolutionnaire de Julien-de-Lampon.

## Politique et administration

### Rattachements administratifs et électoraux
Dès 1790, la commune de Saint-Julien-de-Lampon est rattachée au canton de Carlux qui dépend du district de Sarlat jusqu'en 1795, date de suppression des districts. En 1801, le canton de Carlux dépend de l'arrondissement de Sarlat (devenu l'arrondissement de Sarlat-la-Canéda en 1965).
Dans le cadre de la réforme de 2014 définie par le décret du 21 février 2014, ce canton disparaît aux élections départementales de mars 2015. La commune est alors rattachée électoralement au canton de Terrasson-Lavilledieu pour l'élection des conseillers départementaux.
Pour les élections législatives, la commune fait partie de la quatrième circonscription de la Dordogne.

### Intercommunalité
Saint-Julien-de-Lampon est l'une des quatre communes fondatrices de la communauté de communes du Pays de Fénelon qui, fin 2003, fusionne avec la communauté de communes du Carluxais, celle-ci devenant la communauté de communes du Carluxais Terre de Fénelon. Cette intercommunalité est dissoute au 31 décembre 2013 et remplacée au 1er janvier 2014 par la nouvelle communauté de communes du Pays de Fénelon.

### Administration municipale
La population de la commune étant comprise entre 500 et 1 499 habitants au recensement de 2017, quinze conseillers municipaux ont été élus en 2020,.

### Liste des maires
| Période                                  | Période   | Identité         | Étiquette    | Qualité     |
| ---------------------------------------- | --------- | ---------------- | ------------ | ----------- |
| Les données manquantes sont à compléter. |           |                  |              |             |
|                                          |           |                  |              |             |
| mars 2001                                | mars 2014 | Gérard Garrigue  | Apparenté PS | Agriculteur |
| mars 2014 (réélue en mai 2020)           | En cours  | Huguette Villard |              |             |

## Équipements et services publics

### Enseignement
En 2022, la commune de Saint-Julien-de-Lampon est organisée en regroupement pédagogique intercommunal (RPI) avec les communes de Carlux, Pechs-de-l'Espérance et Sainte-Mondane au niveau des classes de primaire :
- Sainte-Mondane accueille les enfants d'école maternelle en toute petite section et en petite section ;
- Carlux s'occupe de la moyenne section et la grande section de maternelle ainsi que du cours préparatoire ;
- Cazoulès (commune de Pechs-de-l'Espérance) gère également le cours préparatoire ainsi que le cours élémentaire 1re année ;
- Saint-Julien-de-Lampon complète le dispositif en accueillant les enfants en cours élémentaire 2e année, cours moyen 1re année et cours moyen 2e année ;
- Calviac-en-Périgord qui n'a plus d'école fait partie de ce RPI et envoie ses enfants dans les écoles précitées.

### Santé
Début 2024, plusieurs professionnels de santé sont établis sur la commune : un médecin généraliste, un cabinet infirmier, un kinésithérapeute et une réflexologue. L'hôpital le plus proche est l'hôpital Jean-Leclaire à Sarlat-la-Canéda.

### Justice
En 2023, dans le domaine judiciaire, Saint-Julien-de-Lampon relève : 
- du tribunal de proximité de Sarlat-la-Canéda ;
- du tribunal judiciaire, du tribunal pour enfants, du conseil de prud'hommes et du tribunal de commerce de Bergerac ;
- du pôle Nationalité du tribunal judiciaire de Périgueux (compétent uniquement dans le domaine de la nationalité) ;
- de la cour d'appel et de la  cour administrative d'appel de Bordeaux.

## Population et société

### Démographie
Les habitants de Saint-Julien-de-Lampon se nomment les Lamponais.
L'évolution du nombre d'habitants est connue à travers les recensements de la population effectués dans la commune depuis 1793. Pour les communes de moins de 10 000 habitants, une enquête de recensement portant sur toute la population est réalisée tous les cinq ans, les populations de référence des années intermédiaires étant quant à elles estimées par interpolation ou extrapolation. Pour la commune, le premier recensement exhaustif entrant dans le cadre du nouveau dispositif a été réalisé en 2006.

En 2022, la commune comptait 657 habitants, en évolution de +6,31 % par rapport à 2016 (Dordogne : +0,37 %, France hors Mayotte : +2,11 %).
| 1793 | 1800 | 1806 | 1821 | 1831 | 1836 | 1841  | 1846  | 1851  |
| ---- | ---- | ---- | ---- | ---- | ---- | ----- | ----- | ----- |
| 773  | 659  | 834  | 713  | 729  | 780  | 1 028 | 1 059 | 1 085 |

| 1856  | 1861  | 1866  | 1872  | 1876 | 1881 | 1886 | 1891 | 1896 |
| ----- | ----- | ----- | ----- | ---- | ---- | ---- | ---- | ---- |
| 1 012 | 1 084 | 1 051 | 1 016 | 975  | 956  | 976  | 958  | 910  |

| 1901 | 1906 | 1911 | 1921 | 1926 | 1931 | 1936 | 1946 | 1954 |
| ---- | ---- | ---- | ---- | ---- | ---- | ---- | ---- | ---- |
| 860  | 811  | 768  | 679  | 657  | 645  | 608  | 603  | 557  |

| 1962 | 1968 | 1975 | 1982 | 1990 | 1999 | 2006 | 2011 | 2016 |
| ---- | ---- | ---- | ---- | ---- | ---- | ---- | ---- | ---- |
| 538  | 516  | 522  | 552  | 586  | 576  | 586  | 625  | 618  |

| 2021 | 2022 | - | - | - | - | - | - | - |
| ---- | ---- | - | - | - | - | - | - | - |
| 650  | 657  | - | - | - | - | - | - | - |

### Sports
En septembre, le Marathon Dordogne-Périgord (25e édition en 2024) est une épreuve de descente fluviale de la Dordogne en canoë-kayak, entre Saint-Julien-de-Lampon et Castelnaud-la-Chapelle sur 32 kilomètres ; pour les jeunes, elle s'effectue sur 12 kilomètres entre Vitrac et Castelnaud-la-Chapelle.

## Économie

### Emploi
En 2020, parmi la population communale comprise entre 15 et 64 ans, les actifs représentent 223 personnes, soit 34,7 % de la population municipale. Le nombre de chômeurs (vingt-sept) a fortement diminué par rapport à 2014 (quarante-deux) et le taux de chômage de cette population active s'établit à 12,3 %.

### Activités hors agriculture
70 établissements sont implantés à Saint-Julien-de-Lampon au 31 décembre 2020. Le tableau ci-dessous en détaille le nombre par secteur d'activité et compare les ratios avec ceux du département,.
| Secteur d'activité                                                                                        | Commune | Commune | Département |
| Secteur d'activité                                                                                        | Nombre  | %       | %           |
| --- | ------- | ------- | ----------- |
| Ensemble                                                                                                  | 70      | 100 %   | (100 %)     |
| Industrie manufacturière, industries extractives et autres                                                | 6       | 8,6 %   | (10,2 %)    |
| Construction                                                                                              | 12      | 17,1 %  | (14,2 %)    |
| Commerce de gros et de détail, transports, hébergement et restauration                                    | 15      | 21,4 %  | (31,3 %)    |
| Information et communication                                                                              | 1       | 1,4 %   | (1,7 %)     |
| Activités financières et d'assurance                                                                      | 2       | 2,9 %   | (3,4 %)     |
| Activités immobilières                                                                                    | 5       | 7,1 %   | (4,1 %)     |
| Activités spécialisées, scientifiques et techniques et activités de services administratifs et de soutien | 11      | 15,7 %  | (14,5 %)    |
| Administration publique, enseignement, santé humaine et action sociale                                    | 15      | 21,4 %  | (11,5 %)    |
| Autres activités de services                                                                              | 3       | 4,3 %   | (9,1 %)     |

Avec quinze établissements chacun, deux secteurs sont prépondérants sur le territoire communal : celui du commerce de gros et de détail, des transports, de l'hébergement et de la restauration, et celui de l'administration publique, de l'enseignement, de la santé humaine et de l'action sociale, représentant chacun 21,4 % du nombre total d'établissements de la commune.

## Culture locale et patrimoine

### Lieux et monuments
- Église Saint-Julien du XVe siècle à laquelle furent ajoutées des chapelles aux XVIe et XIXe siècles, inscrite aux monuments historiques en 1947 pour son chœur, puis en intégralité en 1993[86]. Les peintures du plafond du chœur sont classées depuis 1948[87].
- Château de la Tourette, des XIVe et XVIIe siècles, ancien fief de la famille Vassal[88].

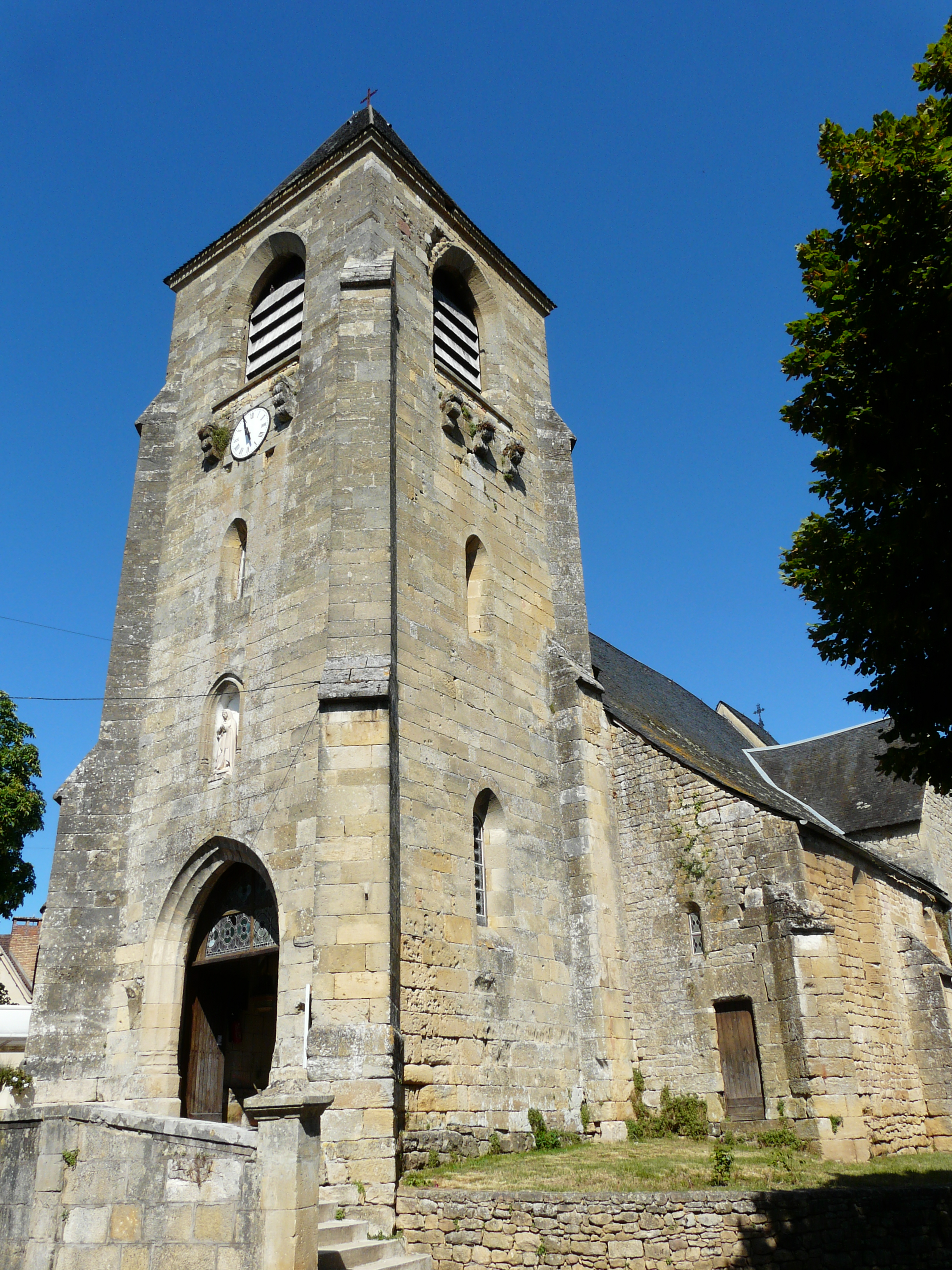
L'église Saint-Julien.
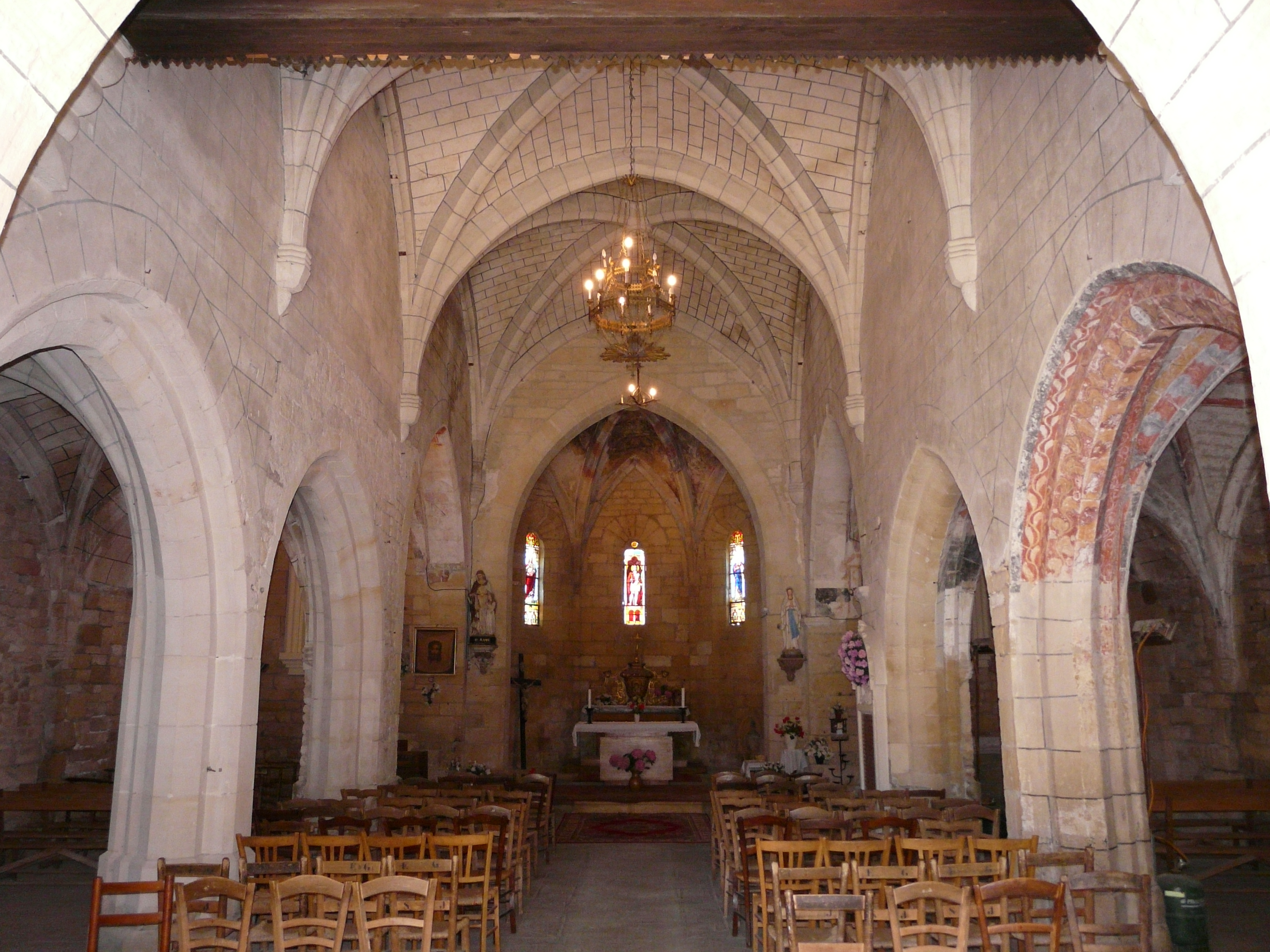
La nef.
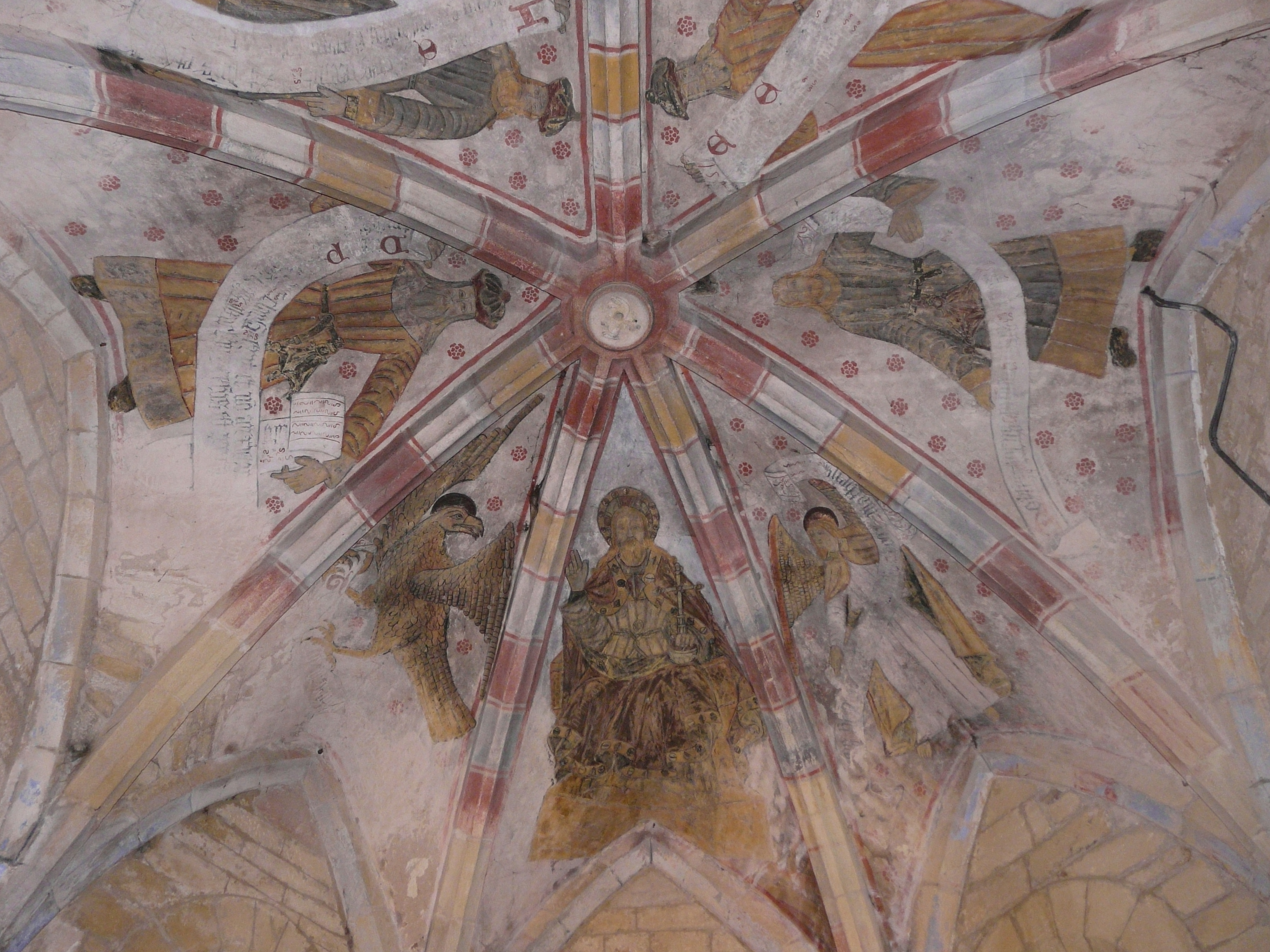
Les peintures du chœur du XVIe siècle.
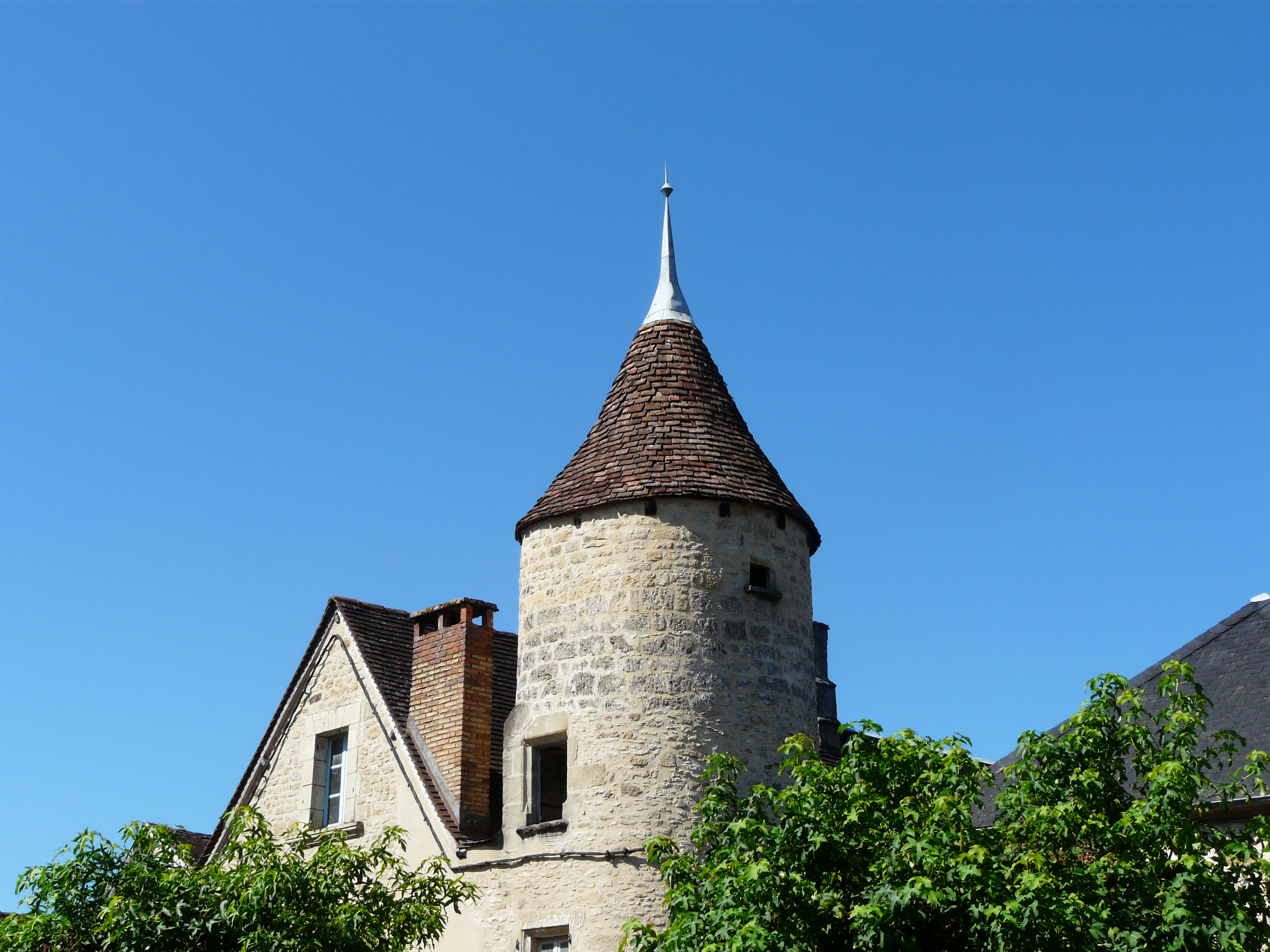
Tourelle dans le bourg de Saint-Julien-de-Lampon.
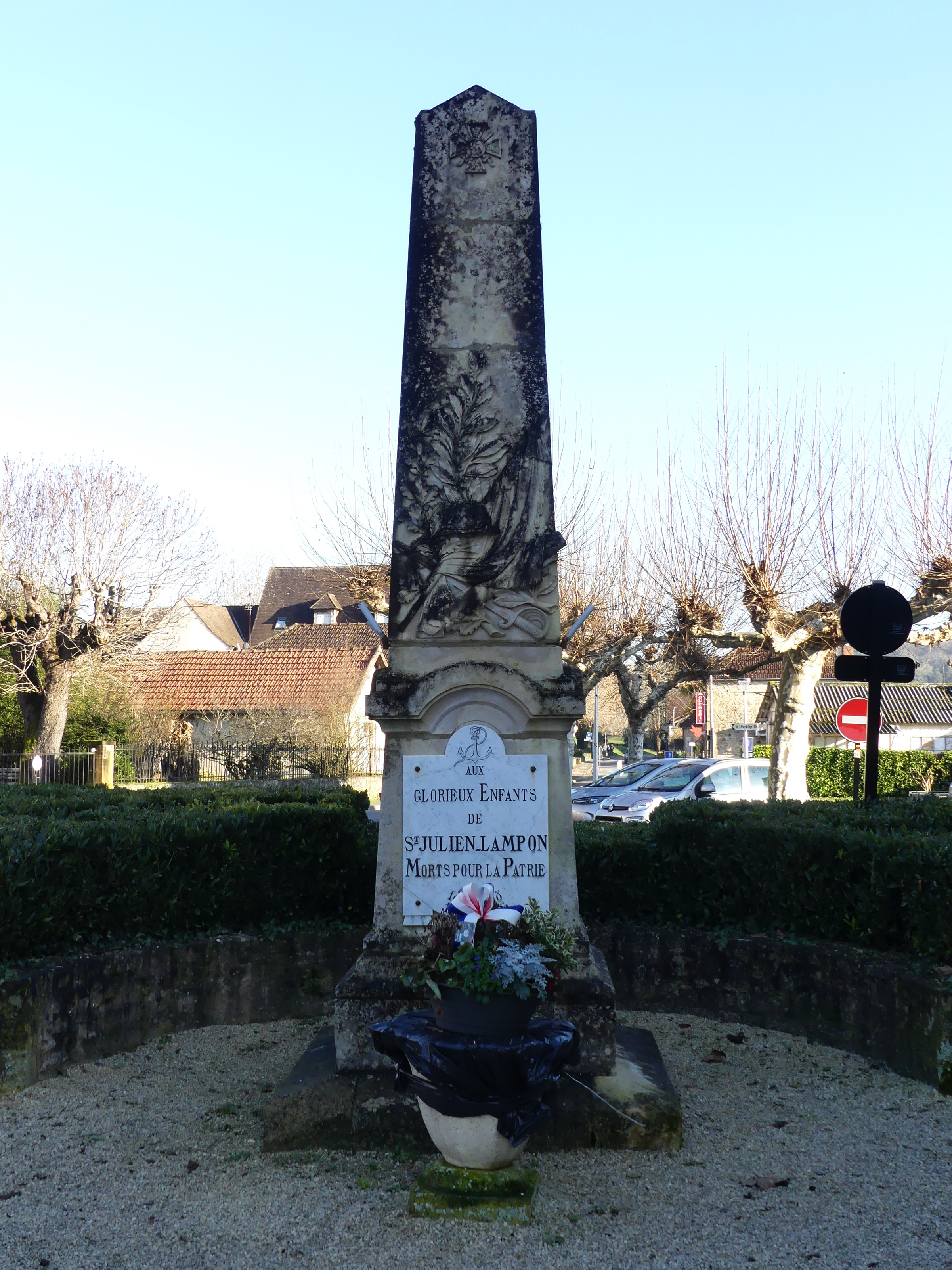
Le monumenta ux morts.

### Héraldique
| Blason de Saint-Julien-de-Lampon | Blason  | D’azur à la bande d’argent remplie de gueules chargée de trois besants d’or, accompagnée de deux étoiles aussi d’argent, l'une en chef et l’autre en pointe. |
| Blason de Saint-Julien-de-Lampon | Détails | Le statut officiel du blason reste à déterminer. |

## Pour approfondir